# مسجد الأتاسي
يعتبر جامع الأتاسي من الصروح الدينية التي تنتشر في مدينة حمص حيث جمعت في هندسة بنائه بين الطراز المعماري الإسلامي القديم والعمارة الحمصية الحديثة المتميزة، ليكون أول جامع في حمص (العديه) بني على هذه الطريقة حيث استغرق بناؤه حوالي سبع سنوات، حيث كان البدء بتشييده في العام /2002/ وتم الانتهاء منه في شهر رمضان من العام /2009/ على مساحة إجمالية تقدّر بثلاثة آلاف متر مربع، تحت إشراف لجنة هندسية مختصة منبثقة عن لجنة الجامع ضمّت كلاً من: الدكتور نوّار الأتاسي مصمّماً ومشرفاً، المهندس المدني طموح الأتاسي مشرفاً ومنفّذاً، والمهندس المدني حازم الأتاسي مشرفاً. صمم الجامع ليكون له ثلاثة مداخل: المدخل الرئيسي من جهة الشمال، المدخل الغربي من جهة طريق دمشق، والمدخل الشرقي من جهة قلعة فإذا دخلنا من القسم الرئيسي يبرز أمامنا مصلى صيفياً يحتوي على بحيرة ومواضئ، وجزءاً يسمى صالة مناسبات وقسماً للحمّامات، ثم يأتي قسم الحرم الأساسي وفيه استخدم المحراب من الخشب بعناصر بسيطة وبنفس الوقت تعطي قيمة عالية، وتم تخصيص الزاويتين اليمنى واليسرى من المدخل الرئيسي للحرم لتكون جلسات مرتفعة لقراءة #القرآن_الكريم، كما تم توزيع على الزاويتين القريبتين من المحراب رفوفاً خشبية تحوي مجموعة كبيرة من كتب القرآن الكريم، وقد تم فرش الأرضية بالسجاد الخمري ليماشي الطراز القديم، كما اختيرت أشكال الأبواب والنوافذ من الطراز الخشبي القديم، وتم تصميم المسجد بحيث يشغل كامل مساحة مقبرة الأسرة القديمة وهي بمساحة ألفين وثمانمائة متر مربع. يستوعب حرم المسجد الرئيسي ثلاثة آلاف مصلي وفوق 1800 متر مربع، خاصة لتأدية صلوات الجمعة والأعياد، وفي المسجد مصلى للنساء بمساحة 200 متر مربع، ومصلى للصلوات اليومية بمساحة 120 متر مربع. أما حديقة المسجد فمساحتها حوالي 17000 متر مربع. وفي المسجد تقام قاعة مكتبة دينية يحتفظ فيها ببعض المخطوطات والكتب القديمة التي بحوزة بعض أفراد الأسرة والتي توارثوها عن أجدادهم، ومدرسة لتحفيظ القرآن، وأروقة وباحات وممرات وصحن جامع مكشوف تتوسطه بركة.

## روابط ومصادر خارجية
```
(بالعربية)
 
Al-Atassi mosque
```

```
https://homsstory.com/%E2%9C%85-%D9%84%D9%85%D8%AD%D8%A9-%D8%B9%D9%86-%D8%AC%D8%A7%D9%85%D8%B9-%D8%A7%D9%84%D8%A7%D8%AA%D8%A7%D8%B3%D9%8A-%D9%81%D9%8A-%D8%AD%D9%85%D8%B5-%E2%9C%85/
```